# Ojos verdes (canción de Nicki Nicole)
«Ojos verdes» es una canción de la cantante argentina Nicki Nicole publicada por Sony Music Latin y Dale Play Records el 24 de abril de 2024. Es una canción de cumbia y su letra expresa la superación de un vínculo de pareja que causó un fuerte dolor emocional. El sencillo logró posicionarse en el primer lugar del Argentina Hot 100 y recibió nominaciones a canción del año, grabación del año y mejor canción tropical / cumbia en la 27.ª edición de los premios Gardel.

## Antecedentes y lanzamiento
La idea de componer una canción de cumbia comenzó cuando Nicole fue invitada por la banda mexicana Los Ángeles Azules para colaborar en el sencillo «Otra noche» lanzado el 11 de noviembre de 2021, que marcó su primera incursión en el género y la canción resultó ser un éxito en las listas musicales de América Latina. A partir de esto, Nicole formó equipo con el productor Tatool y los compositores Edgar Barrera y Sara Schell para escribir un tema de cumbia. En una entrevista con Los Angeles Times, Nicole explicó que la elección del sonido se basó en los recuerdos de su infancia en su provincia natal, donde la cumbia es un género musical muy popular.
El proceso de composición inició en enero de 2024 y Nicole a diferencia de sus otras canciones donde habla sobre los demás, para esta decidió que la letra hable sobre ella. Luego, anunció a través de su cuenta de Instagram que lanzaría «Ojos verdes» el 24 de abril de 2024 como su primer sencillo solista del año.

## Composición y letra
El sonido de «Ojos verdes» es descrito como una canción de cumbia que fusiona algunos elementos de la balada romántica. El primer verso de la pista incluye un sampleo de la canción «Trátame suavemente» de la banda Soda Stereo publicada en 1985. La letra de la canción trata sobre el empoderamiento femenino luego de la ruptura de una relación amorosa muy valiosa y le señala a su expareja que su peor decisión fue perderla por una infidelidad. La canción fue compuesta por Nicki Nicole junto a Barrera, Julia Lewis, Santiago Ruiz, Schell, como así también se encuentra acreditado el músico Daniel Melero, quien escribió la letra original de la canción de Soda Stereo.

## Desempeño comercial
«Ojos verdes» llegó a la cima del listado Argentina Hot 100 de Billboard en la semana del 8 de junio del 2024, lo cual marcó el segundo sencillo número uno en el año de Nicole después de «Una foto (remix)», su colaboración con Mesita, Emilia y Tiago PZK, y también fue su quinta canción número uno en su carrera general.

## Video musical
El video musical de la canción fue dirigido por Facundo Ballve y se utilizó el formato de cámara Super-8 para grabar las escenas con la finalidad representar un ambiente nostálgico. El video inicia mostrando diferentes tomas de los ojos de Nicole y luego se la ve jugando con una rosa roja, mientras camina con un vestido rojo y blanco rodeada por claveles y otras flores.

## Premios y nominaciones
| Premiación            | Año  | Categoría                       | Resultado | Ref.   |
| --------------------- | ---- | ------------------------------- | --------- | ------ |
| BreakTudo Awards      | 2024 | Hit latino del año              | Nominado  | [ 10 ] |
| Premios Carlos Gardel | 2025 | Canción del año                 | Nominada  | [ 11 ] |
| Premios Carlos Gardel | 2025 | Grabación del año               | Nominada  | [ 11 ] |
| Premios Carlos Gardel | 2025 | Mejor canción tropical / cumbia | Nominada  | [ 11 ] |
| Premios Quiero        | 2024 | Mejor video del año             | Nominado  | [ 12 ] |
| Premios Quiero        | 2024 | Mejor video urbano              | Nominado  | [ 12 ] |

## Posicionamiento en las listas
| Listas (2024)                   | Mejor posición |
| ------------------------------- | -------------- |
| América Latina (Monitor Latino) | 12             |
| Argentina (Monitor Latino)      | 1              |
| Argentina Hot 100 (Billboard)   | 1              |
| Bolivia (Billboard)             | 18             |
| Bolivia (Monitor Latino)        | 8              |
| Centroamérica (Monitor Latino)  | 16             |
| Chile (Monitor Latino)          | 7              |
| Costa Rica (Monitor Latino)     | 18             |
| El Salvador (Monitor Latino)    | 14             |
| Guatemala (Monitor Latino)      | 7              |
| México (Monitor Latino)         | 1              |
| Paraguay (Monitor Latino)       | 13             |
| Perú (Monitor Latino)           | 1              |
| Uruguay (Monitor Latino)        | 2              |

| Listas (2024)  | Mejor posición |
| -------------- | -------------- |
| Paraguay (SGP) | 45             |
| Uruguay (CUD)  | 5              |

## Créditos y personal
Adaptados desde Genius.

### Producción
- Nicki Nicole: voz y composición
- Santiago «Tatool» Ruiz: composición, producción musical, teclado, sintetizador
- Edgar Barrera: composición
- Julia Lewis: composición, sintetizador
- Sara Schell: composición
- Daniel Melero: composición
- Gonzalo Palacios: percusión
- Juan Giménez: bajo
- Brian Taylor: guitarra
- Exequiel Enrique: acordeón

### Técnico
- Luis Barrera Jr.: ingeniería de mezcla
- Dave Kutch: ingeniería de masterización

## Historial de lanzamientos
| Región | Fecha               | Formato(s)                 | Sello(s) discográfico(s)           | Ref.   |
| ------ | ------------------- | -------------------------- | ---------------------------------- | ------ |
| Varios | 24 de abril de 2024 | Descarga digital streaming | Sony Music Latin Dale Play Records | [ 30 ] |